# Окуорт
Окуорт (англ. Oakworth) — небольшая деревня близ Китли, у реки Уорт в Уэст-Йоркшире, Англия. Название деревни, вероятно, означает что первоначально на её месте была непроходимая лесная зона. Деревня является промежуточной остановкой на железнодорожной линии Китли. Станция Окуорт была задействована в съемках фильма «Дети железной дороги», снятому по одноименному роману Эдит Несбит.

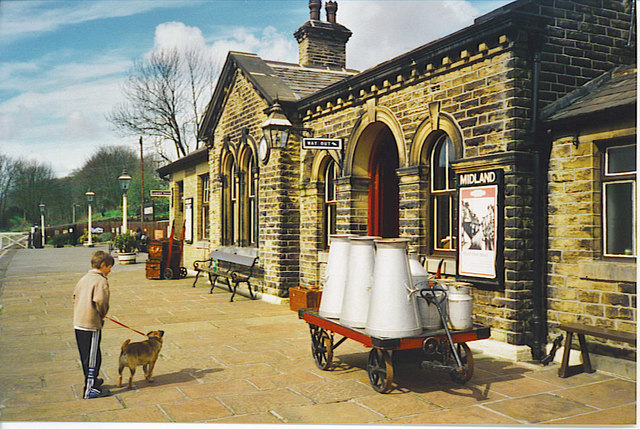
Станция Окуорт, апрель 2000 года

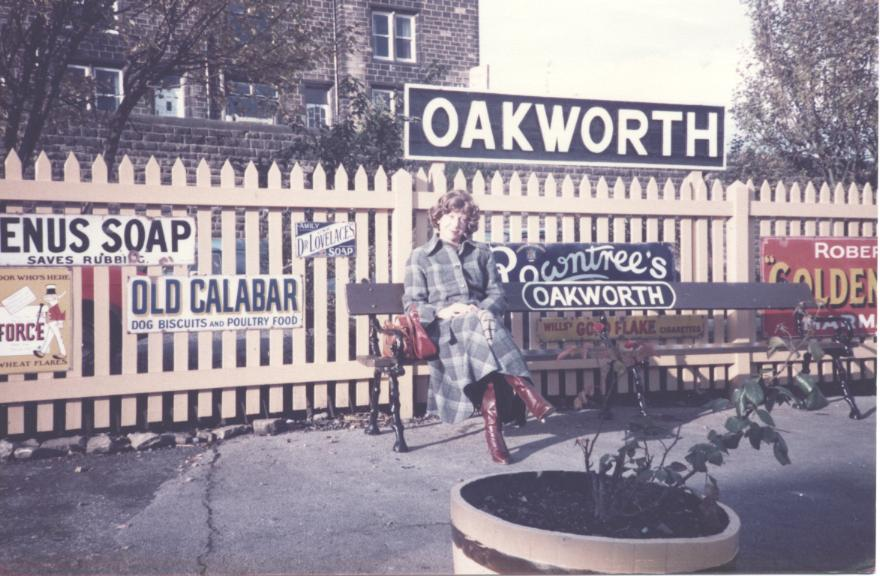
Станция Окуорт, 1981 год